# Gmina związkowa Leiningerland
Gmina związkowa Leiningerland (niem. Verbandsgemeinde Leiningerland) – gmina związkowa w Niemczech, w kraju związkowym Nadrenia-Palatynat, w powiecie Bad Dürkheim. Siedziba gminy związkowej znajduje się w mieście Grünstadt. Powstała 1 stycznia 2018 z połączenia gminy związkowej Grünstadt-Land z gminą związkową Hettenleidelheim.

## Podział administracyjny
Gmina związkowa zrzesza 21 gmin wiejskich:
1. Altleiningen
2. Battenberg (Pfalz)
3. Bissersheim
4. Bockenheim an der Weinstraße
5. Carlsberg
6. Dirmstein
7. Ebertsheim
8. Gerolsheim
9. Großkarlbach
10. Hettenleidelheim
11. Kindenheim
12. Kirchheim an der Weinstraße
13. Kleinkarlbach
14. Laumersheim
15. Mertesheim
16. Neuleiningen
17. Obersülzen
18. Obrigheim (Pfalz)
19. Quirnheim
20. Tiefenthal
21. Wattenheim